# Магаданская областная универсальная научная библиотека имени А. С. Пушкина
Магаданская областная универсальная научная библиотека им. А. С. Пушкина — центральная библиотека Магаданской области, находится в городе Магадане. Образована 22 мая 1939 года. Является крупнейшим книгохранилищем Крайнего Северо-Востока России. Фонд библиотеки насчитывает более 555 тысяч экземпляров документов всех типов и видов, включая издания на языках коренных малочисленных народов Севера.

## История
Библиотечное дело в районе Верхней Колымы стало развиваться с 1932 года и тесно связано с деятельностью Дальстроя — Государственного треста по дорожному и промышленному строительству. В 1938 году Дом инженерно-технических работников своим решением объединил две ведомственные библиотеки города (библиотеку райкома Союза золота и платины и библиотеку Управления Северо-Восточных исправительно-трудовых лагерей) в единую и назвал ее Домом книги, который имел совокупно 37 тыс. книг, в том числе 27 тыс. томов научно-технической литературы и свыше 10 тыс. — художественной и общественно-политической, представлял собой одноэтажный деревянный барак, количество постоянных читателей составляло от 600 до 650 человек.
Позже, 22 мая 1939 года был издан приказ, согласно которому Дом книги был реорганизован в Городскую библиотеку. В 1941 году библиотека переехала в одно из помещений нового здания Дома культуры имени М. Горького. Немногим позднее библиотека получила статус Центральной городской, а 4 мая 1949 года, в связи со 150-летием Александра Сергеевича Пушкина, библиотеке было присвоено имя поэта. 8 июля 1954 года библиотека обрела статус областной с книжным фондом 88 тысяч экземпляров и штатом 29 человек. Начиная с 1960-х годов библиотека начала заниматься созданием рекомендательных, методических пособий, среди которых можно выделить: издания о людях, трудившихся в колымском ГУЛАГе, издание о 97 художниках Магаданской области, сводный каталог «Издания на языках коренных малочисленных народов Севера (ительменском, корякском, чукотском, эвенском, эскимосском, юкагирском) в учреждениях Магаданской области» и другие. С началом 1990-х годов библиотека стала одним из главных и самых посещаемых учреждений культуры города и области, в её стенах проходят встречи с писателями, представителями культуры.
В 2015 году Магаданская областная библиотека имени А. С. Пушкина стала лауреатом конкурса «100 лучших библиотек России».

## Инфраструктура
Библиотека занимает отдельное четырёхэтажное здание в центральной части города и имеет ещё два помещения в городе для хранения фондов. Читальный зал библиотеки рассчитан на 250 человек. Библиотека имеет подключение к сети Интернет, электронный читальный зал оборудован 20 компьютерами.